# Styrax glabratus
Styrax glabratus là một loài thực vật có hoa trong họ Bồ đề. Loài này được Schott miêu tả khoa học đầu tiên năm 1827.

## Hình ảnh

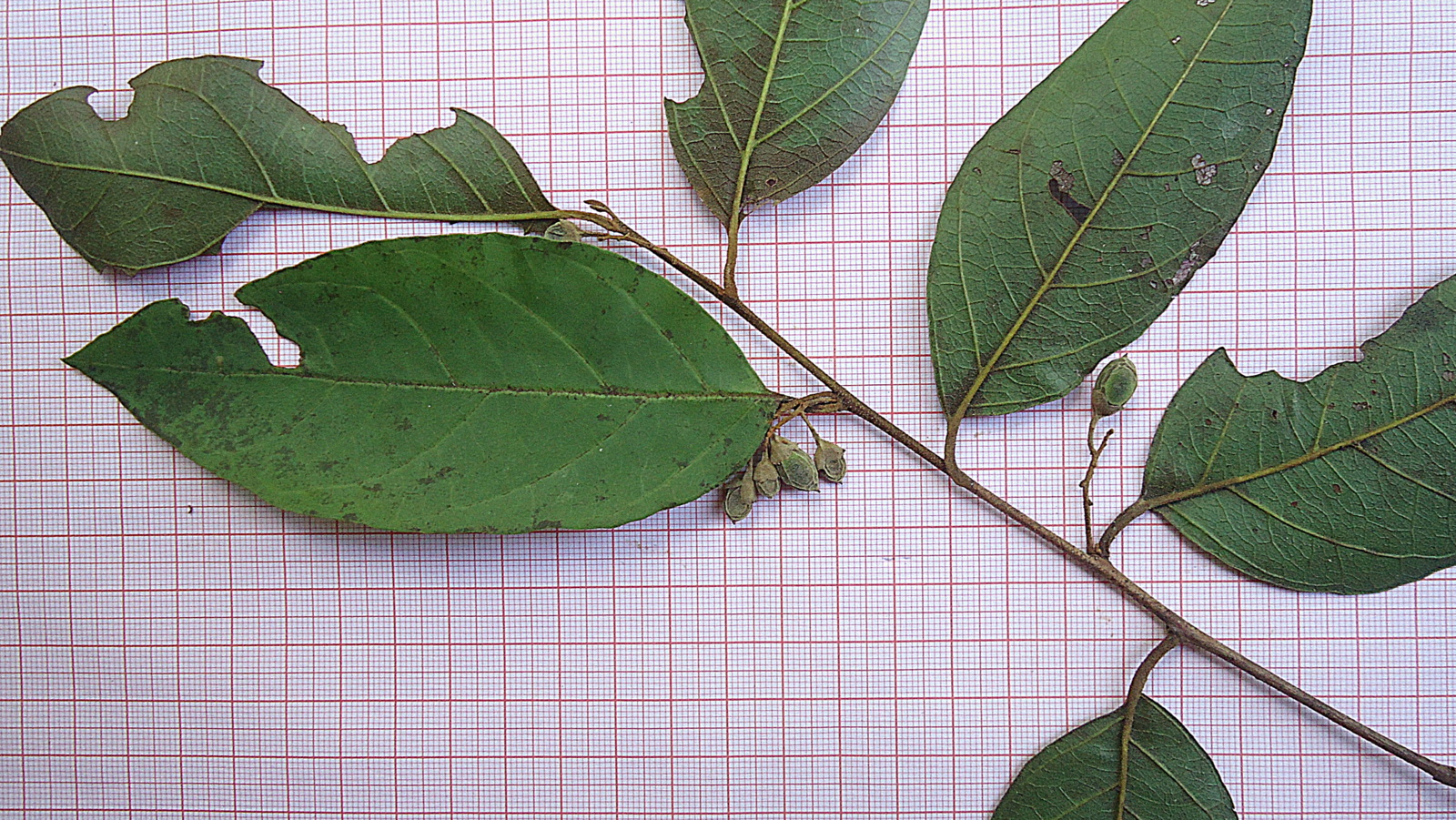
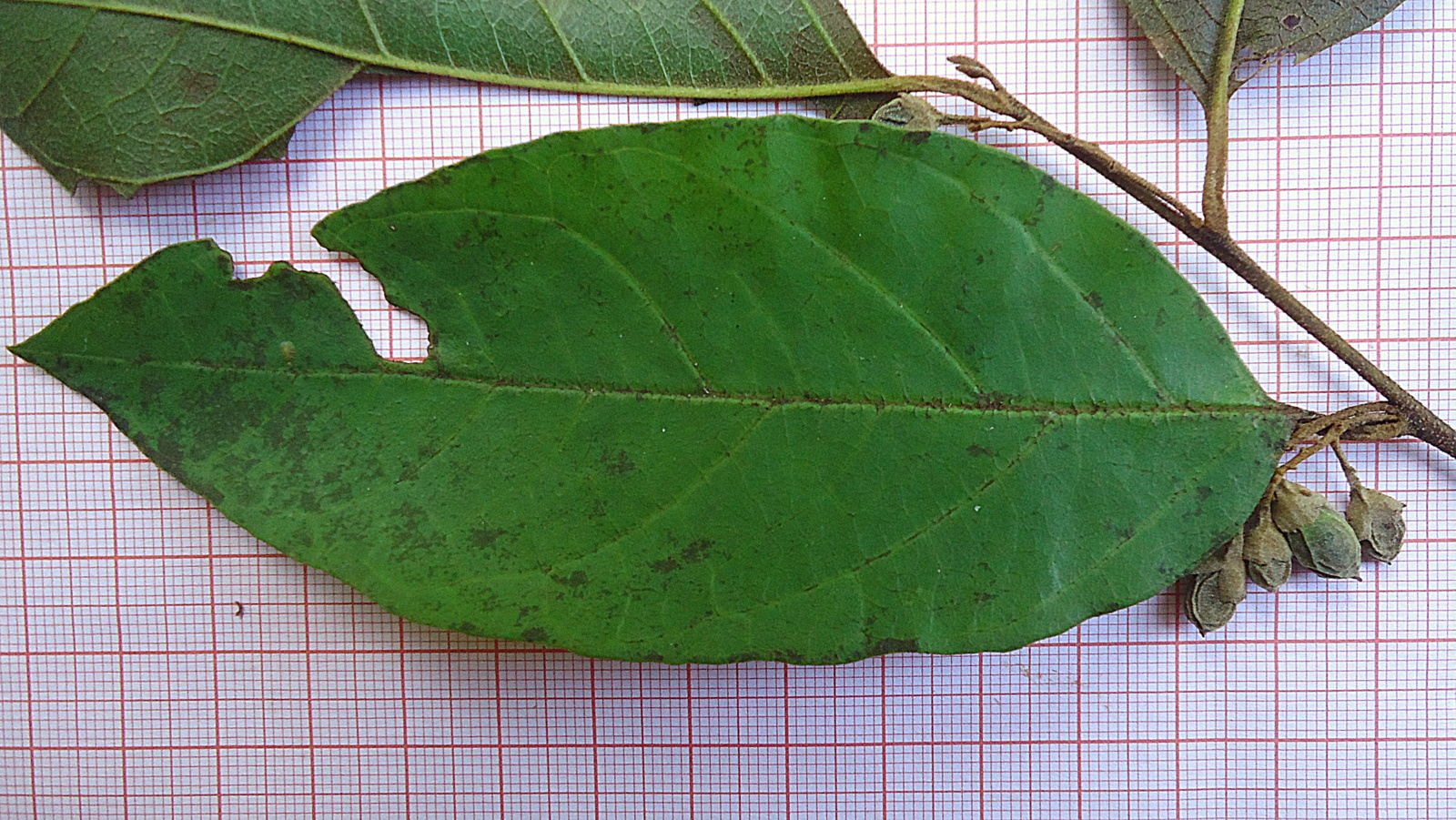
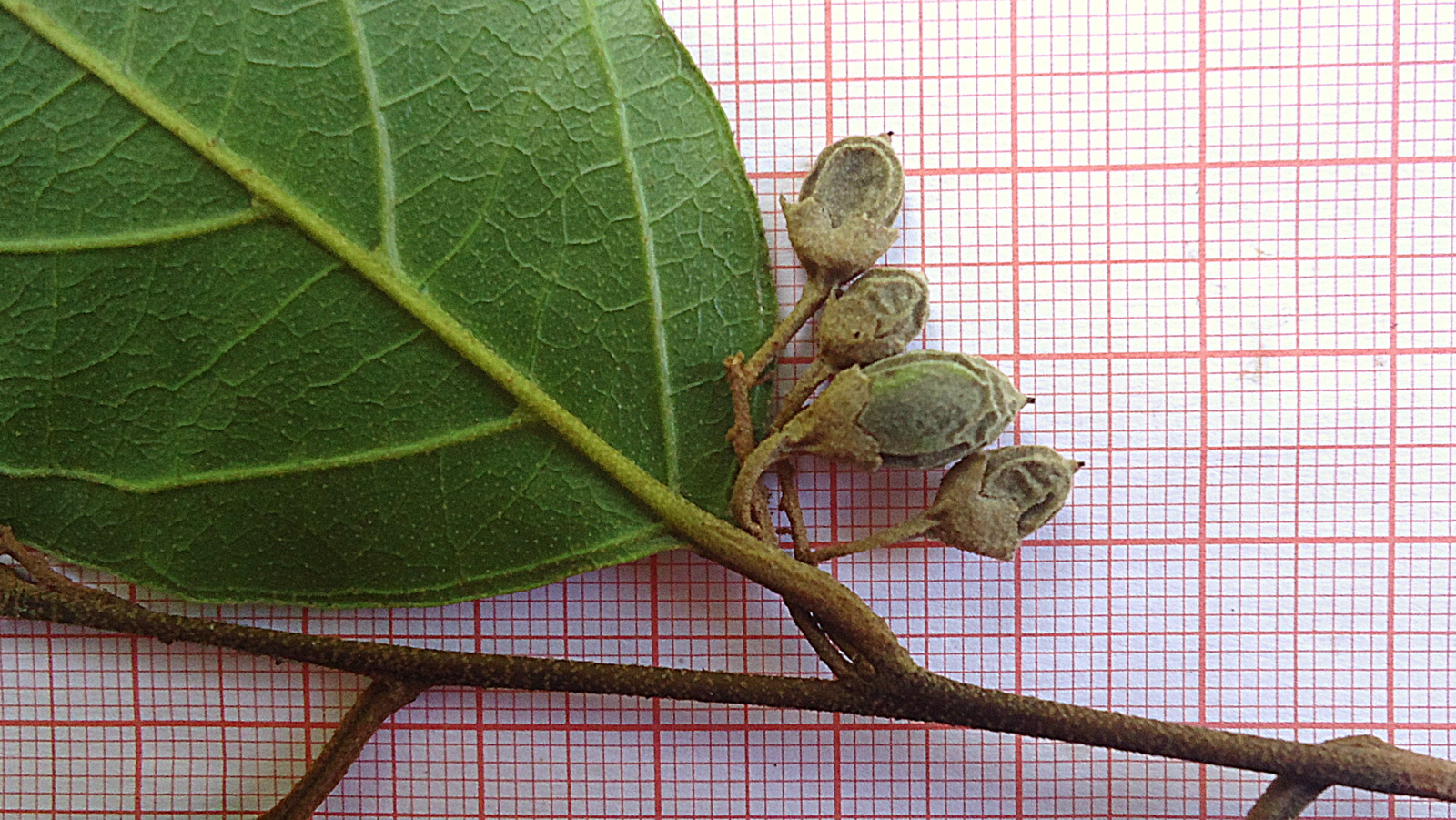
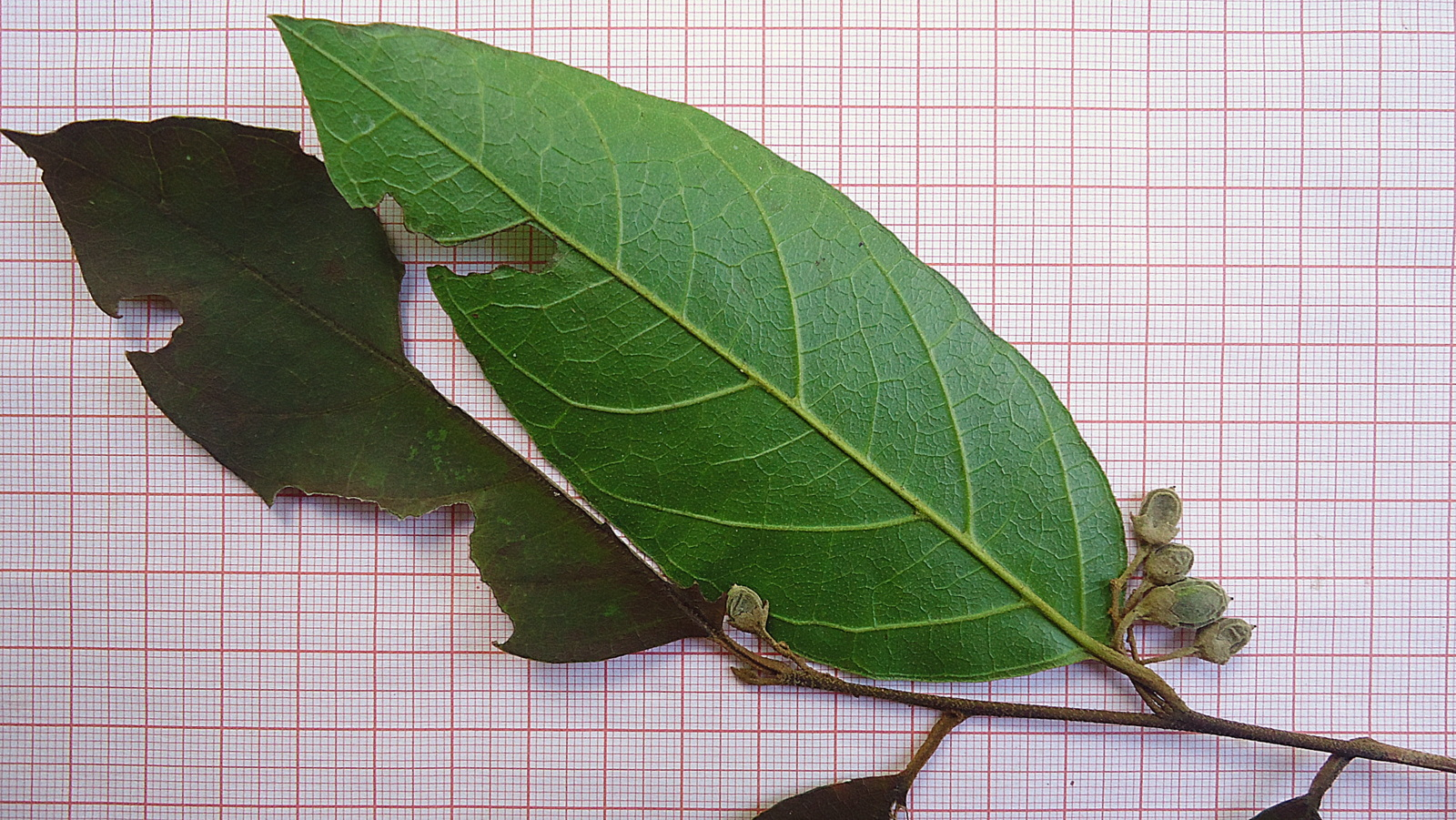